# La Légende des phares
La Légende des phares est un film muet français réalisé par Louis Feuillade, sorti en 1909.

## Distribution
- Renée Carl
- Christiane Mandelys
- Alice Tissot
- Maurice Vinot